# Germánico de Esmirna
San Germánico fue un santo joven arrestado y martirizado por su fe en Esmirna durante el reinado del emperador Antonino Pío. Cuando Germánico permaneció de pie en la arena, cara a cara con una fiera salvaje, el procónsul romano le rogó que, en vista de su juventud, negase su fe para obtener el perdón. Pero el joven no apostató, y voluntariamente abrazó el martirio.